# Alfa Romeo C42
O Alfa Romeo C42 é o modelo de carro de corrida construído pela equipe Alfa Romeo para a disputa do Campeonato Mundial de Fórmula 1 de 2022. Lançado em  27 de fevereiro, é pilotado por Valtteri Bottas e Guanyu Zhou.